# Emili Sagi i Barba
Emili Sagi i Barba (Barcelona, 26 de març de 1876 - Polop, Marina Baixa, 7 d'agost de 1949) fou un baríton que assolí grans èxits, tant en òpera com en sarsuela, a Espanya i a l'Amèrica del Sud i enregistrà diversos discs.

## Biografia
Va néixer a Barcelona, al carrer Carretes de la ciutat, fill de Domènec Sagi, comerciant de Valls, i d'Eugènia Barba, de Barcelona. La família es va traslladar a Mataró quan Emili tenia 6 anys. A Mataró va començar a cantar al Col·legi dels Escolapis, a les funcions religioses que s'hi celebraven. Va estudiar música i cant, després que la família tornés a viure a Barcelona, al Conservatori Municipal de Música de Barcelona.
A dinou anys va anar a viure a l'Argentina, on va debutar amb l'òpera La Dolores, de Tomás Bretón. Més tard va completar la gira per Amèrica del Sud anant a l'Uruguai i a Cuba, cantant òpera, opereta i sarsuela.
Es va casar dues vegades, la primera amb la ballarina Concepció Liñán i Pelegrí, amb la qual va tenir al destacat futbolista Emili Sagi i Liñán (1900-1951), que fou conegut en els entorns futbolístics com a Sagi-Barba, en referència al seu pare, al cantant Enric Sagi i Liñán, qui va ser també baríton i jugador de futbol, a Glòria Sagi i Liñán (1898-1985), actriu i tiple, igualment coneguda com a Glòria Sagi-Barba.
En segones núpcies, Emili Sagi i Barba es va casar amb la soprano valenciana Lluïsa Vela, amb la qual va tenir al baríton Lluís Sagi i Vela (1914-2013) i a Josep Sagi i Vela (pare de dos reconeguts jugadors de bàsquet, Gonzalo i José Luis Sagi-Vela). Emili Sagi va aconseguir el divorci de la seva primera esposa a l'Uruguai, d'una forma que va ser considerada per la ballarina com a fraudulenta, per la qual cosa va interposar una demanda contra ell, per bigàmia. La demanda no va tenir èxit, sent considerat vàlid el matrimoni d'Emili Sagi amb Lluïsa Vela a tots els efectes.
El 1914 estrenà a Madrid Las golondrinas, de José María Usandizaga, com a cantant, juntament amb la seva segona esposa, Luïsa Vela, aquesta en avançat estat de gestació (Luís Sagi i Vela naixeria pocs dies després de l'estrena). El 1922 estrenà a Barcelona Don Joan de Serrallonga, d'Enric Morera i Viura, al teatre Tívoli. El 1932, amb 56 anys, va anunciar la seva retirada de l'escena professional, encara que va seguir mantenint una certa activitat fins a la seva mort el 1949.
Va dirigir orquestra també, principalment per ajudar els seus fills cantants en les seves carreres artístiques.

## Composicions
Va compondre sarsueles, com ara:
- El desterrado, juntament amb Concordi Gelabert, amb text d'Armando Oliveros Millán, estrenada al Teatre Tívoli de Barcelona el 19 de setembre de 1924.[9][10]
- El maestro Ilusión, juntament amb Joan Baptista Lambert, text de Federico Lafuente, estrenada al Teatre Fuencarral de Madrid el 28 de setembre de 1934.[11]
- Las palomas, text de José Ramos Martín, estrenada al Teatre Gran Capità de Granada el 10 de setembre de 1945.[12]

Es conserva també composicions per a veu i piano, com Plegaria al Sagrado Corazón de Jesús (1936), i Bendita sea tu pureza (1941), ambdues editades per Unió Musical Espanyola.

## Estrenes
Emili Sagi i Barba va participar en les estrenes de les següents obres:
| Títol                             | Música                               | Llibret                                           | Data                   | Teatre                | Lloc       |
| --------------------------------- | ------------------------------------ | ------------------------------------------------- | ---------------------- | --------------------- | ---------- |
| Los cadetes de la reina           | Pablo Luna                           | Julián Moyrón Sánchez                             | 18 de gener de 1913    | Teatre Circ Price     | Madrid     |
| Las golondrinas (versió sarsuela) | José María Usandizaga                | Gregorio Martínez Sierra                          | 5 de febrer de 1914    | Teatre Circ Price     | Madrid     |
| La vida breve (estrena a Espanya) | Manuel de Falla                      | Carlos Fernández Shaw                             | 14 de novembre de 1914 | Teatre de la Zarzuela | Madrid     |
| Los calabreses                    | Pablo Luna                           | José Jackson Veyán i Emilio González del Castillo | 19 d'octubre de 1918   | Teatre Apolo          | Madrid     |
| La dogaresa                       | Rafael Millán                        | Antonio López Monís                               | 17 de setembre de 1920 | Teatre Tívoli         | Barcelona  |
| El pájaro azul                    | Rafael Millán                        | Antonio López Monís                               | 5 de març de 1921      | Teatre Tívoli         | Barcelona  |
| La alsaciana                      | Jacinto Guerrero                     | José Ramos Martín                                 | 12 de novembre de 1921 | Teatre Tívoli         | Barcelona  |
| Don Joan de Serrallonga           | Enric Morera                         | Víctor Balaguer adaptat per Francesc Pujols       | 7 d'octubre de 1922    | Teatre Tívoli         | Barcelona  |
| Por una mujer                     | Joan Baptista Lambert                | Antonio Paso Cano i Ricardo González del Toro     | 31 d'octubre de 1924   | Teatre Tívoli         | Barcelona  |
| La severa                         | Rafael Millán                        | Federico Romero i Guillermo Fernández-Shaw        | 23 de desembre de 1925 | Teatre Tívoli         | Barcelona  |
| La pastorela                      | Pablo Luna i Federico Moreno Torroba | Fernando Luque i Enrique Calonge                  | 10 de novembre de 1926 | Teatre Novedades      | Madrid     |
| La del soto del parral            | Reveriano Soutullo i Joan Vert       | Luís Fernández García i Anselmo Cuadrado Carreño  | 26 d'octubre de 1927   | Teatre La Latina      | Madrid     |
| El dictador                       | Rafael Millán                        | Federico Romero i Guillermo Fernández-Shaw        | 17 de novembre de 1927 | Teatre Apol·lo        | Barcelona  |
| La rosa del azafrán               | Jacinto Guerrero                     | Federico Romero i Guillermo Fernández-Shaw        | 14 de març de 1930     | Teatre Calderón       | Madrid     |
| La fama del tartanero             | Jacinto Guerrero                     | Federico Romero i Guillermo Fernández-Shaw        | 2 d'octubre de 1931    | Teatre Lope de Vega   | Valladolid |
| Luisa Fernanda                    | Federico Moreno Torroba              | Federico Romero i Guillermo Fernández-Shaw        | 26 de març de 1932     | Teatre Calderón       | Madrid     |